# 森東一郎
森 東一郎（もり とういちろう、1848年1月7日（弘化4年12月2日）- 1933年（昭和8年）5月15日）は、明治から昭和時代初期の政治家、実業家。衆議院議員（4期）。

## 経歴
尾張藩領中島郡宮地花池村（愛知県中島郡三輪村、苅安賀村、大和町を経て現一宮市）に生まれる。一宮村の医師森淳平に学んだのち同郡妙興寺村妙興寺の住職長嶋虔嶺憚につき漢学を修めた。1874年（明治7年）9月、第五大区十四小区戸長に就任し、翌年10月、地租改正顧問官となる。1876年（明治9年）2月、職を辞し、1879年（明治12年）愛知県会議員に挙げられ、同副議長、郡部会議長、常置委員、地方衛生会委員などを歴任した。
1884年（明治17年）県議を辞し、村内の有志を集め花池織工場を創設し結城縞を生産した。ほか、中島郡会議員、同議長、大和村会議員、同議長、徴兵参事員、一宮紡績、愛知染色各社長、県農工銀行取締役、一宮清酒監査役、一宮米穀取引所理事長などを歴任した。1890年（明治23年）7月の第1回衆議院議員総選挙では愛知県第5区から出馬し当選。つづく第2回、第3回、第6回総選挙でも当選し衆議院議員を通算4期務めた。